# MaxiCode
MaxiCode — это высоковместимый двуразмерный машиносчитываемый код, созданный для грузоотправительных и грузоприемных систем. Код сводится к одному стандартному размеру — дюйм на дюйм при допустимых отклонениях, соответствующих термической лазерной печати. Он может вместить в себя 100 знаков информации, столько же, сколько содержит 19-дюймовый стандарт Кода 128.

Пример MaxiCode. В коде сообщение "wikipedia, the free encyclopedia"

Может быть включена любая информация, касающаяся рассматриваемой продукции, а именно её вес, порядковый номер, тип материала, классификация, степень опасности. Если этого недостаточно, то может быть использовано вплоть до восьми Максикодов вместе. При этом при формировании этикетки на детали портативно может быть помещено необходимое количество информации. Это в любом случае грузоотправления дает возможность иметь всю информацию о деталях, которая в любой момент доступна без наличия базы данных.